# K Saint-Trond VV (féminines)
K. Saint-Trond VV est un club belge de football féminin situé à Saint-Trond dans le Limbourg. C'est la section féminine de Saint-Trond VV créée en 2008.

## Histoire
Pour sa première saison en Champion de Belgique, le club termine 3e en 2009. En 2010, c'est l'unique titre. À la fin de la saison, Saint-Trond VV est premier ex æquo avec le Standard Fémina de Liège. Un test-match est nécessaire, il se dispute à Louvain et les Trudonnaires l'emportent 3-1. Sur la scène européenne, le club est rapidement éliminé.

En 2012, Saint-Trond VV participe à la première édition de la BeNe Ligue, termine 5e de la BeNe Ligue Red et 6e de la BeNe Ligue B. Fin août 2013, une semaine avant le début de la 2e édition de la compétition, le club décide de se retirer. Le club reste en D3, l'objectif étant de retourner au plus haut niveau le plus rapidement possible. Mais en raison de problèmes persistants de nature organisationnelle et sportive, Saint-Trond VV décide en mai 2015 d'arrêter complètement les activités de l'équipe féminine. 

## Palmarès
- Champion de Belgique : 2010

### Bilan
- 1 titre

## Ligue des Champions
| Saison    | Compétition                            | Tour             | Pays | Club             | Scores   |
| --------- | -------------------------------------- | ---------------- | ---- | ---------------- | -------- |
| 2010-2011 | Ligue des champions féminine de l'UEFA | 16èmes de finale |      | AC Sparta Prague | 0-3, 0-7 |

### Bilan
- 2 matchs; 2 défaites; 0 but marqué, 10 buts encaissés

## Saisons
- Saison 2012-2013 du Saint-Trond VV (féminines)

## Joueuses emblématiques
- Aline Zeler
- Heleen Jaques